# フェイェール・リポート
フェイェール・リポート（ハンガリー語: Fejér Lipót、1880年2月9日 - 1959年10月15日）は、ハンガリーの数学者である。出生時の名前はドイツ語のレオポルト・ヴァイス(Leopold Weisz)だったが、1900年ごろにハンガリー風にフェイェール・リポートに改名した。

## 生涯
フェイェールは、1880年2月9日にオーストリア＝ハンガリー帝国のペーチ（現 ハンガリー領）で生まれた。ブダペスト大学とベルリン大学で数学と物理学を学び、ヘルマン・アマンドゥス・シュヴァルツの教えを受けた。1902年、ブダペスト大学で博士号を取得した。1902年から1905年までブダペスト大学で、1905年から1911年まで、コロジュヴァール（現 ハンガリー・クルジュ＝ナポカ）にあったフェレンツ・ヨージェフ大学で教師をしていた。1911年にブダペスト大学の数学科長に任命され、亡くなるまでそのポストを保持した。1908年にハンガリー科学アカデミーの客員会員となり、1930年に正会員となった。
ブダペスト大学在籍中、彼はハンガリーの解析学を率いていた。また、ジョン・フォン・ノイマン、ポール・エルデシュ、ジョージ・ポリア、トゥラーン・パールら多くの数学者の博士論文を指導した。
フェイェールは1959年10月15日にブダペストで亡くなり、ブダペストのケレペシ墓地に埋葬された。
フェイェールは、調和解析、特にフーリエ級数を主に研究していた。フェイェールは、いくつかの重要な論文を共同で執筆している。その中には、1907年のコンスタンティン・カラテオドリとの整関数に関する論文、1922年のリース・フリジェシュとの等角写像に関する論文（リーマンの写像定理の短い証明を含む）がある。